# Julio Jiménez (kolarz)
Julio Jiménez Muñoz (ur. 28 października 1934 w Ávili, zm. 8 czerwca 2022 tamże) – hiszpański kolarz szosowy, trzykrotny zdobywca tytułu najlepszego górala w Tour de France i Vuelta a España.
Jiménez znany był ze świetnej jazdy w górach. W czasie swojej kariery wygrał 12 etapów Grand Tourów, w tym 5 podczas Tour de France.

## Najważniejsze zwycięstwa i sukcesy
- 1960
  - 1. miejsce w GP Llodio
- 1961
  - 1. miejsce na 1. etapie Euskal Bizikleta
- 1962
  - 1. miejsce na 4. etapie Critérium du Dauphiné Libéré
  - 1. miejsce na 5. etapie Volta a Catalunya
- 1963
  -  1. miejsce w klasyfikacji górskiej Vuelta a España
- 1964
  - 7. miejsce w Tour de France
    - 1. miejsce na 13. i 20. etapie
    - 2. miejsce w klasyfikacji górskiej

  - 1. miejsce na 4. etapie Euskal Bizikleta
  -  1. miejsce w klasyfikacji górskiej Vuelta a España
  - 1. miejsce na 5. i 14. etapie Vuelta a España
- 1965
  -  1. miejsce w klasyfikacji górskiej Vuelta a España
  - 1. miejsce na 10b etapie Vuelta a España
  - 1. miejsce na 9. i 17. etapie Tour de France
  - 2. miejsce na 14. etapie Tour de France
  -  1. miejsce w klasyfikacji górskiej Tour de France
- 1966
  - 4. miejsce w Giro d’Italia
    - 1. miejsce na 2. i 15. etapie
    - 2. miejsce na 17. etapie
    - 2. miejsce w klasyfikacji górskiej

  - 13. miejsce w Tour de France
    - 1. miejsce na 16. etapie
    -  1. miejsce w klasyfikacji górskiej
- 1967
  - 2. miejsce w Tour de France
    -  1. miejsce w klasyfikacji górskiej
    - 2. miejsce na 10. i 16. etapie
    - 3. miejsce na 20. etapie
- 1968
  - 10. miejsce w Giro d’Italia
    - 1. miejsce na 9. i 18. etapie
    - 2. miejsce w klasyfikacji górskiej

  - 3. miejsce w klasyfikacji górskiej Tour de France

### Miejsca w Grand Tourach
| Grand Tour | 1961 | 1962 | 1963 | 1964 | 1965 | 1966 | 1967 | 1968 | 1969 |
| ---------- | ---- | ---- | ---- | ---- | ---- | ---- | ---- | ---- | ---- |
| Giro       | -    | -    | -    | -    | -    | 4    | -    | 10   | 36   |
| Tour       | -    | -    | -    | 7    | 23   | 13   | 2    | 30   | -    |
| Vuelta     | 36   | 46   | 23   | 5    | 34   | -    | 20   | -    | -    |